# Пахомов Микола Іванович
Микола Іванович Пахомов (1890, місто Таганрог, тепер Ростовської області, Російська Федерація — розстріляний 19 серпня 1938) — радянський партійний діяч, народний комісар водного транспорту СРСР в 1934—1938 роках. Кандидат у члени ЦК КП(б)У в грудні 1921 — квітні 1923 р. Кандидат у члени ЦК ВКП(б) в липні 1930 — жовтні 1937 р. Член ЦК ВКП(б) в жовтні 1937 — квітні 1938 р.

## Біографія
Народився в родині портового вантажника у грудні 1890 року. Після закінчення початкової школи з 1902 року був учнем, працював помічник майстра з малярних та столярних робіт у Таганрозьких кустарних майстернях. У 1910 — червні 1913 року — стругальник з металу, робітник механічного відділення Таганрозького металургійного заводу.
У 1912 році вступив в РСДРП (меншовиків). У 1913 році за участь у революційній діяльності був звільнений із заводу.
З червня 1913 року — робітник машинобудівного заводу «Кебер та Ко», Луганського паровозобудівного заводу, стругальник з металу панцирного цеху Маріупольського заводу Миколаївсько-Маріупольського акціонерного товариства у місті Маріуполі. Брав участь у страйках. Перебував під наглядом поліції, а у 1915 році заарештований і ув'язнений в Маріупольській в'язниці.
У травні — грудні 1916 року — стругальник з металу заводу сільськогосподарських знарядь братів Нейфельд у селі Лісне (Тау-Кипчак) Сімферопольського повіту Таврійської губернії.
У грудні 1916 — червні 1917 року — робітник механічного заводу сільськогосподарських машин Барського (тепер — Мелітопольський моторний завод) у місті Мелітополі.
Член РСДРП(б) з червня 1917 року.
Брав активну участь у революційних подіях 1917 року в Мелітополі, очолював місцевий загін Червоної гвардії. 20 грудня 1917 року був обраний головою Мелітопольської Ради робітничих і солдатських депутатів. З червня 1917 року по березень 1918 року — голова Мелітопольського міського і повітового комітету РСДРП(б). З листопада 1917 року — голова Мелітопольського військово-революційного комітету. З 20 грудня 1917 по березень 1918 року — голова Мелітопольської міської ради робітничих та солдатських депутатів Таврійської губернії.
У березні 1918 року працював у відділі Курського губернського виконавчого комітету.
У березні 1918 — квітні 1919 року — голова виконавчого комітету Курської міської ради.
У квітні 1919 — квітні 1920 року — служив в Червоній армії, був начальником політичного відділу і начальником селянської інспекції політичного відділу 58-ї стрілецької дивізії 12-ї армії.
З червня 1920 року — голова Мелітопольського повітового революційного комітету.
26 липня 1920 — березні 1921 року — голова Олександрівського губернського військово-революційного комітету. Одночасно у жовтні 1920 року — голова Олександрівського губернського комітету КП(б)У.
У лютому — грудні 1921 року — голова виконавчого комітету Олександрівської (Запорізької) губернської ради. Навчався на курсах керівних партійних та радянських працівників. У 1921 році був  учасником «робітничої опозиції».
Одночасно у квітні — 16 червня 1921 року — голова Запорізької міської ради.
У грудні 1921 — грудні 1922 року — голова виконавчого комітету Чернігівської губернської ради.
У січні — травні 1923 року — слухач курсів при ЦК КП(б)У в Харкові.
З травня 1923 по липень 1926 року — голова виконавчого комітету Брянської губернської ради.
У липні 1926 — березні 1928 року — заступник секретаря Президії ЦВК СРСР.
З березня 1928 по серпень 1929 року — голова виконавчого комітету Нижньогородської губернської ради. З серпня 1929 по 14 березня 1934 року — голова виконавчого комітету Нижньогородської-Горьковської крайової ради. Відкритий 1 травня 1933 року у місті Горькому перший в СРСР арочний міст через річку Оку був названий мостом імені Н. І. Пахомова(нині — Канавінський міст).
13 березня  1934 — 8 квітня 1938 року — народний комісар водного транспорту СРСР. На 1-й сесії Верховної ради СРСР 1-го скликання 17 січня 1938 діяльність НКВТ і його керівництва була піддана критиці депутатом А. А. Ждановим.
9 квітня 1938 року був заарештований і за звинуваченням у шпигунській діяльності засуджений до розстрілу. Похований на розстрільному полігоні «Комунарка» біля Москви.
Посмертно реабілітований 11 серпня 1955 року.

## Нагороди
- орден Леніна (15.03.1935)
- орден Трудового Червоного Прапора (17.01.1936)